# Joseph François Claude de Sabardin
Joseph François Claude de Sabardin, né le 18 mars 1754, mort le 4 mai 1829, est un général de brigade de la Révolution française.

## États de service
Il entre en service en 1772, et il est nommé lieutenant en 1779. Il sert aux Antilles, lorsqu’il est condamné à 20 ans de prison pour insubordination et désobéissance, par le gouverneur général des Antilles française, le marquis de Bouillé. Renvoyé en France, il s’échappe du navire à l’arrivée à Nantes, et il reste dans la clandestinité jusqu’à la révolution.
Le 26 octobre 1791, il est élu lieutenant-colonel en second du 1er bataillon de volontaires de l’Indre, et il sert à l’armée de la Moselle en 1792 et 1793.
Il est promu général de brigade le 25 septembre 1793, à l’armée des Ardennes, et le 26 novembre suivant il est démis de ses fonctions et arrêté.
Libéré le 4 août 1794, il est remis en activité le 7 décembre 1794, et il est admis à la retraite le 23 juin 1796.
Il meurt le 4 mai 1829.

## Sources
- (en) « Generals Who Served in the French Army during the Period 1789 - 1814: Eberle to Exelmans »
- (pl) « Napoléon.org.pl »